# Lucio Cocceio Aucto
Lucio Cocceio Aucto (I secolo a.C. – I secolo) è stato un architetto e ingegnere romano, originario di Cuma.

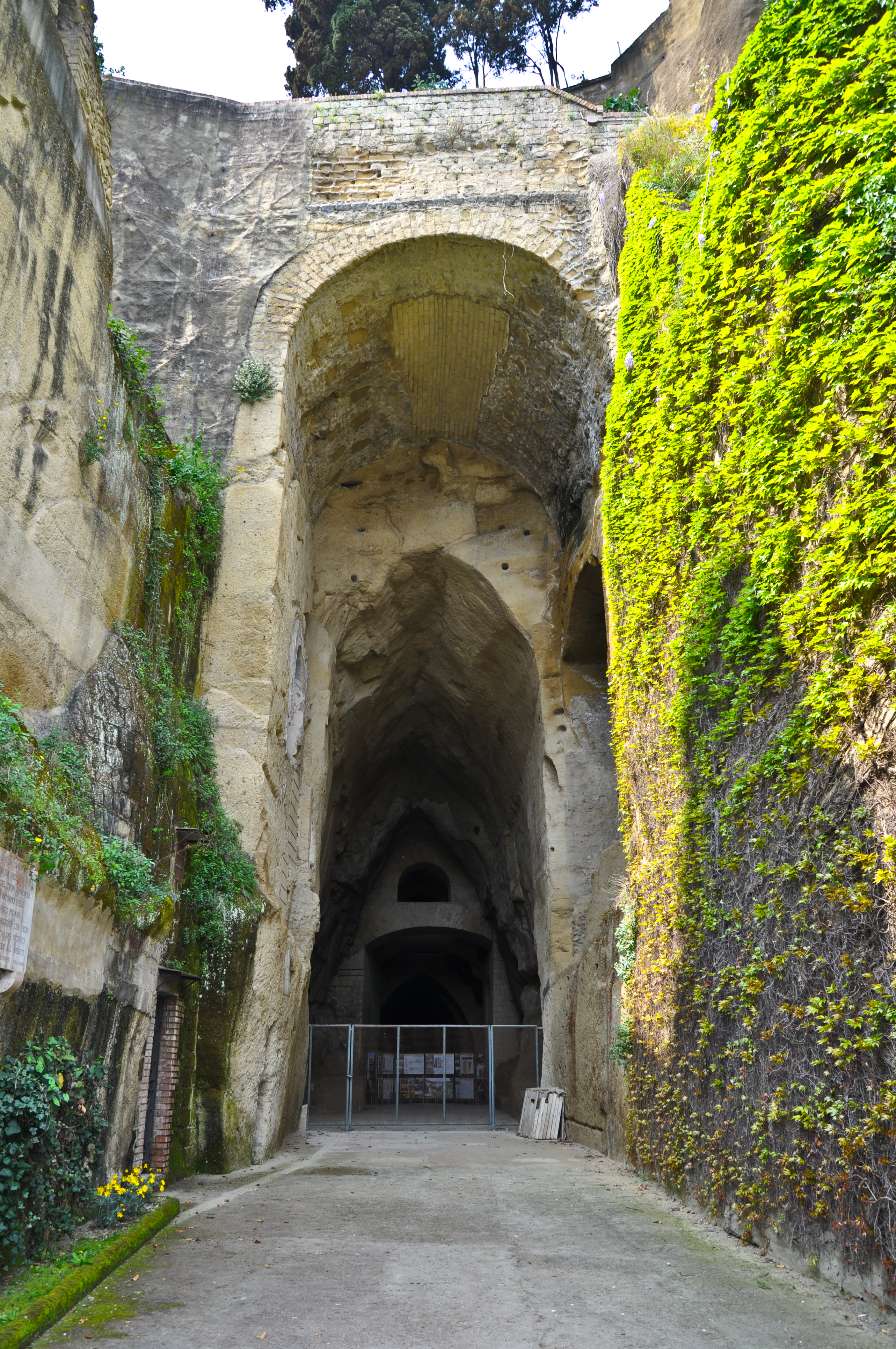
Entrata della Crypta Neapolitana

Alle dipendenze di Marco Vipsanio Agrippa, stratega di Augusto, realizzò importanti opere di ingegneria militare e civile. 
Nel 37 a.C. progettò e realizzò il Portus Iulius, un imponente complesso portuale sul golfo di Pozzuoli, collegato con canali artificiali al lago Lucrino e al lago d'Averno; secondo Strabone, Cocceio scavò anche un tunnel (detto Grotta di Cocceio) per collegare l'infrastruttura portuale con la città di Cuma. Ma non fu questa la sua unica opera di traforo; nel territorio tra Cuma e Napoli realizzò, sempre secondo la testimonianza di Strabone, la Crypta Neapolitana, e probabilmente anche la Crypta Romana e la cosiddetta Grotta di Seiano.
Non si interessò solo alla costruzione di infrastrutture; nel 27 a.C., ancora per volere di Agrippa, edificò a Roma il primo Pantheon, distrutto poi da un incendio. Nel 20 a.C., a Pozzuoli, su commissione del ricco mercante Lucio Calpurnio, si occupò del rifacimento del Capitolium, l'attuale duomo della città.
Vi sono però altre interpretazioni che non confermano la reale esistenza di Cocceio. Nella Crypta Neapolitana (Grotta vecchia di Posillipo che collega Napoli a Fuorigrotta), una breve iscrizione riporta:
L C O C C E I U S L
C POSTUMI L
A U G U S T U S A R C H I T E C T
L'iscrizione cosiddetta di Cocceio, secondo la tradizione etrusca degli acronimi, ponendo poche lettere in luogo di frasi note e di non porre alcuna interruzione tra una parola (o un'abbreviazione) e l'altra, deve essere però diversamente letta e tradotta 
LUCIO TARQUINIUS COMITIO CAUSSAM COICIUNTO EO IUNUS LUCRETIUS 
CONDIDIT HOC MONUMENTO POSTUMIUS COMINIUS AURUNCUS LARCIUS FLAVIUS
AULUS SEMPRONIUS ATRATINUS MARCUS MINICIUS AUGURINUSTUS ALBUS REGILLENIS CURAVIT HOC INTRA LIMITEM VERGINIUS CAELIOMONTANUS TRICOSTUS
Questa opera, analogamente ad altre che recano la medesima iscrizione (Basilica di Massenzio, Pantheon, Portus Iulius, la Crypta Romana, la cosiddetta Grotta di Seiano, la Dragonara a Miseno) venne dedicata (come se fossero Numi tutelari) ai primi Consoli Romani (esattamente quelli che governarono nel periodo 509-496 a.C.
Nel 509 a.C. fu console Lucius Tarquinius Collatinus sostituito da Valerio Publicola e Horatio Pulvillus e Iunius Brutus sostituito da Lucretius Tricipitinus nel 501 a.C. poi seguito da Postumius Cominius Auruncus e Larcius Flavius ai quali seguirono nel 497 a.C. Aulus Sempronius Atratinus e Marcus Minucius Augurinus, nel 496 a.C. i Consoli Aulus Postumius Albus Regillensis e Verginius Tricostus Caeliomontanus antenato di Lucius Verginius Tricostus Esquilinus nel 402 a.C.)
Questa stessa iscrizione appare anche nella Grotta omonima (detta anche “della Pace” nota poi in tutto il mondo come PAX ROMANA), galleria sotterranea che collega Cuma con il lago d'Averno.